# Квалификације за Светско првенство у фудбалу за жене 2015.
У процесу квалификација за ФИФА Светско првенство у фудбалу за жене 2015. године 134 тимова из шест ФИФА конфедерација су се такмичила за 24 места у финалу турнира. Канада се аутоматски квалификовала као домаћин турнира, преосталих 23. места је одређено кроз меч плеј-офа између трећепласираних екипа Северне/Централне Америке и Азије.
Број учесника завршног турнира је повечан са 16 тимова у издању 2011. на 24 у издању 2015. године. Као резултат тога, ФИФА је 11. јуна 2012. објавила нову дистрибуцију позиција у свакој конфедерацији:
- АФК (Азија): 5 места ( претходно 3)
- КАФ (Африка): 3 места (претходно 2)
- Конкакаф (Северна/Централна Америка, Кариби): 3.5+1 (домаћин) места (претходно  2.5)
- Конмебол (Јужна Америка): 2.5 места (претходно  2)
- ОФК (Океанија): 1 место (исто као 2011)
- УЕФА (Европа): 8 места (претходно 4.5+1)

Рекорд од 134 земље чланице ФИФА (не рачунајући Канаду) учествовале су на квалификационим турнирима. Поред тога, две земље које нису чланице ФИФА ушле су у квалификације за Конкакаф. Четири афричка тима су се повукла пре почетка квалификација.

## Репрезентације које су се квалификовале
| Екипа            | Квалификовала се као                                        | Датум квалификације | Наступи у финалу | Узастопни у низу | Претходне најбоље перформансе   | ФИФА рангирање1 |
| ---------------- | ----------------------------------------------------------- | ------------------- | ---------------- | ---------------- | ------------------------------- | --------------- |
| Канада           | Домаћин                                                     | 3. март 2011.       | 6.               | 6                | Четврто место (2003)            | 8               |
| Јапан            | АФК Куп Азије у фудбалу за жене 2014. шампион               | 18. мај 2014.       | 7.               | 7                | Победник (2011)                 | 3               |
| Аустралија       | АФК Куп Азије у фудбалу за жене 2014. другопласирани        | 18. мај 2014.       | 6.               | 6                | Четвртфинале (2007, 2011)       | 10              |
| Кина             | АФК Куп Азије у фудбалу за жене 2014. 3. место              | 17. мај 2014.       | 6.               | 1                | Другопласиране (1999)           | 14              |
| Јужна Кореја     | АФК Куп Азије у фудбалу за жене 2014. 4. место              | 17. мај 2014.       | 2.               | 1                | Прво коло (2003)                | 17              |
| Тајланд          | АФК Куп Азије у фудбалу за жене 2014. 5. место              | 21. мај 2014.       | 1.               | 1                | Деби                            | 30              |
| Швајцарска       | УЕФА квалификације Победник групе 3                         | 15. јун 2014.       | 1.               | 1                | Деби                            | 18              |
| Енглеска         | УЕФА квалификације Победник групе 6                         | 21. август 2014.    | 4.               | 3                | Четвртфинале (1995, 2007, 2011) | 7               |
| Норвешка         | УЕФА квалификације Победник групе 5                         | 13. септембар 2014. | 7.               | 7                | Победник (1995)                 | 9               |
| Немачка          | УЕФА квалификације Победник групе 1                         | 13. септембар 2014. | 7.               | 7                | Победник (2003, 2007)           | 2               |
| Шпанија          | УЕФА квалификације Победник групе 2                         | 13. септембар 2014. | 1.               | 1                | Деби                            | 16              |
| Француска        | УЕФА квалификације Победник групе 7                         | 13. септембар 2014. | 3.               | 2                | Четврто место (2011)            | 4               |
| Шведска          | УЕФА квалификације Победник групе 4                         | 17. септембар 2014. | 7.               | 7                | Другопласиране (2003)           | 5               |
| Бразил           | Копа Америка у фудбалу за жене 2014. победник               | 26. септембар 2014. | 7.               | 7                | Другопласиране (2007)           | 6               |
| Колумбија        | Копа Америка у фудбалу за жене 2014. другопласиране         | 28. септембар 2014. | 2.               | 2                | Прво коло (2011)                | 31              |
| Нигерија         | Афрички Куп нација у фудбалу за жене 2014. победник         | 22. октобар 2014.   | 7.               | 7                | Четвртфинале (1999)             | 35              |
| Камерун          | Афрички Куп нација у фудбалу за жене 2014. другопласиране   | 22. октобар 2014.   | 1.               | 1                | Деби                            | 51              |
| Сједињене Државе | Конкакафов шампионат у фудбалу за жене 2014. победник       | 24. октобар 2014.   | 7.               | 7                | Победник (1991, 1999)           | 1               |
| Костарика        | Конкакафов шампионат у фудбалу за жене 2014. другопласиране | 24. октобар 2014.   | 1.               | 1                | Деби                            | 40              |
| Обала Слоноваче  | ОФК шампионат у фудбалу за жене 2014. 3. место              | 25. октобар 2014.   | 1.               | 1                | Деби                            | 64              |
| Мексико          | Конкакафов шампионат у фудбалу за жене 2014. 3. место       | 26. октобар 2014.   | 3.               | 2                | Прво коло (1999, 2011)          | 25              |
| Нови Зеланд      | ОФК шампионат у фудбалу за жене 2014. победник              | 29. октобар 2014.   | 4.               | 3                | Прво коло (1991, 2007, 2011)    | 19              |
| Холандија        | УЕФА квалификације плеј-оф победник                         | 27. новембар 2014.  | 1.               | 1                | Деби                            | 15              |
| Еквадор          | Плеј-оф Конкакаф–Конмебол победник плејофа                  | 2. децембар 2014.   | 1.               | 1                | Деби                            | 49              |

1.^ Приказано рангирање је од 19. септембра 2014. – последња рангирања објављена пре званичног жребања.

## Квалификациони турнири
| Конфедерација | Турнир                  | Нација учествовала | Квалификовала се | Место | Почела квалификације | Завршила квалификације |
| ------------- | ----------------------- | ------------------ | ---------------- | ----- | -------------------- | ---------------------- |
| АФК           | Куп Азије 2014.         | 20                 | 5                | 5     | 21. мај 2013.        | 21. мај 2014.          |
| КАФ           | Куп Африке 2014.        | 26                 | 3                | 3     | 14. фебруар 2014.    | 25. октобар 2014.      |
| Конкакаф      | Конкакаф 2014.          | 28+11              | 3+1              | 3½+1  | 19. мај 2014.        | 2. децембар 2014.      |
| Конмебол      | Копа Америка 2014.      | 10                 | 3                | 2½    | 11. септембар 2014 . | 2. децембар 2014       |
| ОФК           | ОФК 2014.               | 4                  | 1                | 1     | 25. октобар 2014.    | 29. октобар 2014.      |
| УЕФА          | УЕФА квалификације 2015 | 46                 | 8                | 8     | 4. април 2013.       | 27. невембар 2014.     |
| Укупно        |                         | 134+1              | 23+1             | 23+1  | 4. април 2013        | 2. децембар 2014       |

- 1 Квалификације су почеле са 30 нација, али Мартиник и Гвадалупе немају право на квалификације за Светско првенство. Они су само чланови Конкакафа а не ФИФА.

## Конфедерацијске квалификације

### АФК
(20 тимова који се такмиче за 5 места)
Као и у претходном циклусу Светског купа, Куп Азије за жене 2014. служио је као квалификациони турнир. Укупно 20 АФК тимова се такмичило за пет места.
На финалном турниру, одржаном у Вијетнаму од 14. до 25. маја 2014. године, учествовало је осам екипа, од којих су четири – Аустралија, Кина, Јапан и Јужна Кореја – аутоматски квалификоване кроз пласман 2010. године, док су остале одређене квалификационим турниром. Северној Кореји је забрањен учешће на турниру због санкција за њихове случајеве допинга на Светском првенству у фудбалу за жене 2011. године.

#### Групна фаза
Два најбоља тима из сваке групе пласирала су се у полуфинале турнира и квалификовала се за Светско првенство. Трећепласирани тимови пласирали су се у плеј-оф један против другог да би одредили пети и последњи квалификациони тим из АФКа.

### Група А
| Pos | Тим        | О | П | Н | И | ГД | ГП | ГР  | Бод. | Qualification                           |
| --- | ---------- | - | - | - | - | -- | -- | --- | ---- | --------------------------------------- |
| 1   | Јапан      | 3 | 2 | 1 | 0 | 13 | 2  | +11 | 7    | Нокаут фаза и Светско првенство за жене |
| 2   | Аустралија | 3 | 2 | 1 | 0 | 7  | 3  | +4  | 7    | Нокаут фаза и Светско првенство за жене |
| 3   | Вијетнам   | 3 | 1 | 0 | 2 | 3  | 7  | −4  | 3    | Репасаж плеј-оф                         |
| 4   | Јордан     | 3 | 0 | 0 | 3 | 2  | 13 | −11 | 0    |                                         |

### Група Б
| Pos | Тим          | О | П | Н | И | ГД | ГП | ГР  | Бод. | Qualification                           |
| --- | ------------ | - | - | - | - | -- | -- | --- | ---- | --------------------------------------- |
| 1   | Јужна Кореја | 3 | 2 | 1 | 0 | 16 | 0  | +16 | 7    | Нокаут фаза и Светско првенство за жене |
| 2   | Кина         | 3 | 2 | 1 | 0 | 10 | 0  | +10 | 7    | Нокаут фаза и Светско првенство за жене |
| 3   | Тајланд      | 3 | 1 | 0 | 2 | 2  | 12 | −10 | 3    | Репасаж плеј-оф                         |
| 4   | Мјанмар      | 3 | 0 | 0 | 3 | 1  | 17 | −16 | 0    |                                         |

На Светско првенство пласирали су се Јапан, Аустралија, Кина и Јужна Кореја. Вијетнам и Тајланд пласирали су се у плеј-оф за пето место.

#### Плеј оф за пето место
| Тим #1   | Резултат | Тим #2  |
| -------- | -------- | ------- |
| Вијетнам | 1 : 2    | Тајланд |

Тајланд се квалификовао за Светско првенство.

### КАФ
(26. тимова се такмичило за 3. места)
Као и у претходном циклусу Светског купа, афричко куп нација за жене 2014. године послужило је као квалификациони турнир за Светско првенство у фудбалу за жене. У квалификацијама је било рекордно учешће од 25 КАФ тимова (26 ако се укључи и домаћин финалног турнира Намибија). Четири тима су се ипак повукла пре него што су одиграли било коју утакмицу.
На финалном турниру у Намибији од 11. до 25. октобра 2014. године такмичило се укупно осам екипа (домаћин и седам екипа које су прошле кроз квалификационе рунде). Три најбоља тима завршног турнира су се квалификовала за Светско првенство.
|  | Полуфинале         | Полуфинале |             |   | Финале | Финале |
|  |                    |            |             |   |        |        |
|  | 22. октобар        |            |             |   |        |        |
|  |                    |            |             |   |        |        |
|  | Нигерија           | 2          |             |   |        |        |
|  | Нигерија           | 2          | 25. октобар |   |        |        |
|  | Јужна Африка       | 1          |             |   |        |        |
|  | Јужна Африка       | 1          | Нигерија    | 2 |        |        |
|  | 22. октобар        |            | Нигерија    | 2 |        |        |
|  |                    | Камерун    | 0           |   |        |        |
|  | Камерун (п. с. н.) | Камерун    | 0           | 2 |        |        |
|  | Камерун (п. с. н.) |            |             | 2 |        |        |
|  | Обала Слоноваче    | 1          |             |   |        |        |
|  | Обала Слоноваче    | 1          | Треће место |   |        |        |
|  |                    |            |             |   |        |        |
|  | 25. октобар        |            |             |   |        |        |
|  |                    |            |             |   |        |        |
|  | Јужна Африка       | 0          |             |   |        |        |
|  | Јужна Африка       | 0          |             |   |        |        |
|  | Обала Слоноваче    | 1          |             |   |        |        |

Нигерија, Камерун и Обала Слоноваче пласирали су се на Светско првенство.

### Конкакаф
(28. тимова се такмичило за 3. или 4. места, домаћин Канада се аутоматски квалификовала)
Као и на претходним светским првенствима, Конкакаф првенство за жене 2014. служило је као квалификациони турнир за регион. Укупно 30 тимова је ушло у квалификације, а Мартиник и Гвадалупе немају право на квалификације за Светско првенство јер су само чланови Конкакафа, а не ФИФА. Дакле, укупно 28 тимова се борило за три директна места плус место у плеј-офу против Конмеболовог Еквадора. Канада није учествовала јер су се већ квалификовали на Светско првенство као домаћини.
Финални турнир одржан је у Сједињеним Државама од 15. до 26. октобра 2014. године, а жреб финала група је одржан 5. септембра. Сједињене Државе и Мексико су биле слободне до завршне фазе  турнира, где су им се придружиле Костарика и Гватемала из Централне Америке и Хаити, Јамајка, Мартиник и Тринидад и Тобаго из карипске зоне. Обе финалисткиње и трећепласирани тим аутоматски су се квалификовали на Светско првенство за жене 2015. Четвртопласирани тим је играо са трећепласираним тимом из Конмебола за додатни пласман на Светско првенство. Током финалног жреба 5. септембра објављено је да Мартиник не може да прође даље од групне рунде и да би следећи најбољи тим заузео своје место у полуфиналу ако би завршио у прва два у својој групи.

### Рачва
|  | Полуфинале         | Полуфинале       |                         |   | Финале | Финале |
|  |                    |                  |                         |   |        |        |
|  | 24. октобар        |                  |                         |   |        |        |
|  |                    |                  |                         |   |        |        |
|  | Костарика (пен.)   | 1 (3)            |                         |   |        |        |
|  | Костарика (пен.)   | 1 (3)            | 26. октобар             |   |        |        |
|  | Тринидад и Тобаго  | 1 (0)            |                         |   |        |        |
|  | Тринидад и Тобаго  | 1 (0)            | Костарика               | 0 |        |        |
|  | 24. октобар        |                  | Костарика               | 0 |        |        |
|  |                    | Сједињене Државе | 6                       |   |        |        |
|  | Сједињене Државе   | Сједињене Државе | 6                       | 3 |        |        |
|  | Сједињене Државе   |                  |                         | 3 |        |        |
|  | Мексико            | 0                |                         |   |        |        |
|  | Мексико            | 0                | Утакмица за треше место |   |        |        |
|  |                    |                  |                         |   |        |        |
|  | 26. октобар        |                  |                         |   |        |        |
|  |                    |                  |                         |   |        |        |
|  | Тринидад и Тобаго  | 2                |                         |   |        |        |
|  | Тринидад и Тобаго  | 2                |                         |   |        |        |
|  | Мексико (п. с. н.) | 4                |                         |   |        |        |

На Светско првенство су се квалификовале САД, Костарика и Мексико. Тринидад и Тобаго су се пласирали у плеј-оф Конкакаф–Конмебол.

### Конмебол
(10. репрезентација су се бориле за 2. или 3. места)
Као и у претходним квалификацијама за Светско првенство, Куп Америке Феменина 2014. служио је као квалификациони турнир за финале Светског првенства.
Свих 10 Конмебол тимова такмичило се на турниру који је одржан у Еквадору од 11. до 28. септембра 2014. Прва два тима друге етапе су се директно квалификовала за Светско првенство, док је трећепласирани тим напредовао да игра са четвртопласираном екипом из Конкакафа за додатни пласман на Светско првенство.

#### Завршна фаза
| Pos | Тим       | О | П | Н | И | ГД | ГП | ГР  | Бод. | Qualification                             |
| --- | --------- | - | - | - | - | -- | -- | --- | ---- | ----------------------------------------- |
| 1   | Бразил    | 3 | 2 | 1 | 0 | 10 | 0  | +10 | 7    | Светско првенство у фудбалу за жене 2015. |
| 2   | Колумбија | 3 | 1 | 2 | 0 | 2  | 1  | +1  | 5    | Светско првенство у фудбалу за жене 2015. |
| 3   | Еквадор   | 3 | 1 | 0 | 2 | 4  | 8  | −4  | 3    | Плеј-оф Конкакаф–Конмебол                 |
| 4   | Аргентина | 3 | 0 | 1 | 2 | 2  | 9  | −7  | 1    |                                           |

1. ↑  И Бразил (као домаћин) и Колумбија (као најбољи тим осим Бразила) су се квалификовали за Олимпијске игре 2016..

### ОФК
(4. репрезентације су се бориле за 1 место)
На турниру одржаном у Папуи Новој Гвинеји од 25. до 29. октобра 2014. играла су само четири ОФК тима.. То је било мање него у последња четири издања турнира. Победник се квалификовао за Светско првенство.

#### Финална фаза
| Pos | Тим                | О | П | Н | И | ГД | ГП | ГР  | Бод. | Qualification                             |
| --- | ------------------ | - | - | - | - | -- | -- | --- | ---- | ----------------------------------------- |
| 1   | Нови Зеланд        | 3 | 3 | 0 | 0 | 30 | 0  | +30 | 9    | Светско првенство у фудбалу за жене 2015. |
| 2   | Папуа Нова Гвинеја | 3 | 2 | 0 | 1 | 7  | 4  | +3  | 6    |                                           |
| 3   | Кукова Острва      | 3 | 0 | 1 | 2 | 2  | 16 | −14 | 1    |                                           |
| 4   | Тонга              | 3 | 0 | 1 | 2 | 1  | 20 | −19 | 1    |                                           |

Нови Зеланд се пласирао на Светско првенство.

### УЕФА
(46. репрезентација се борило за 8 места)
У квалификације је ушло рекордних 46 УЕФА тимова. Осам најниже пласираних екипа је ушло на турнир у прелиминарној рунди и били су извучени у две групе по четири, које су одигране у једном кругу од 4. до 9. априла 2013. на Малти и у Литванији. Победници и другопласирани из сваке групе су прошли у групну фазу.
Групна фаза се играла по кругу домаћина и у гостима од 20. септембра 2013. до 17. септембра 2014. Свих седам победника група су се квалификовали директно на финални турнир, док су четири другопласирана са најбољим резултатом прва, трећи, четврти и пети у својим групама пласирали су се у мечеве плеј-офа за преостали пласман.
Утакмице плеј-офа одигране су у двомечу код куће и у гостима 25/26 и 29/30 октобра (полуфинале), и 22/23 и 26/27 новембра 2014 (финале).

## Група 1
| Pos | Тим             | О  | П  | Н | И | ГД | ГП | ГР  | Бод. | Qualification     |        | GER   | RUS   | IRL   | CRO   | SVN   | SVK   |
| --- | --------------- | -- | -- | - | - | -- | -- | --- | ---- | ----------------- | ------ | ----- | ----- | ----- | ----- | ----- | ----- |
| 1   | Немачка         | 10 | 10 | 0 | 0 | 62 | 4  | +58 | 30   | Светско првенство |        | —     | 9 : 0 | 2 : 0 | 4 : 0 | 4 : 0 | 9 : 1 |
| 2   | Русија          | 10 | 7  | 1 | 2 | 19 | 18 | +1  | 22   |                   |        | 1 : 4 | —     | 0 : 0 | 1 : 0 | 4 : 1 | 3 : 1 |
| 3   | Република Ирска | 10 | 5  | 2 | 3 | 13 | 9  | +4  | 17   |                   | 2 : 3  | 1 : 3 | —     | 1 : 0 | 2 : 0 | 2 : 0 |       |
| 4   | Хрватска        | 10 | 2  | 2 | 6 | 7  | 20 | −13 | 8    |                   | 0 : 8  | 1 : 3 | 1 : 1 | —     | 1 : 0 | 0 : 1 |       |
| 5   | Словенија       | 10 | 2  | 0 | 8 | 7  | 34 | −27 | 6    |                   | 0 : 13 | 1 : 2 | 0 : 3 | 0 : 3 | —     | 2 : 1 |       |
| 6   | Словачка        | 10 | 1  | 1 | 8 | 6  | 29 | −23 | 4    |                   | 0 : 6  | 0 : 2 | 0 : 1 | 1 : 1 | 1 : 3 | —     |       |

## Група 2
| Pos | Тим       | О  | П | Н | И | ГД | ГП | ГР  | Бод. | Qualification     |        | ESP    | ITA   | CZE   | ROU   | EST   | MKD    |
| --- | --------- | -- | - | - | - | -- | -- | --- | ---- | ----------------- | ------ | ------ | ----- | ----- | ----- | ----- | ------ |
| 1   | Шпанија   | 10 | 9 | 1 | 0 | 42 | 2  | +40 | 28   | Светско првенство |        | —      | 2 : 0 | 3 : 2 | 1 : 0 | 6 : 0 | 12 : 0 |
| 2   | Италија   | 10 | 8 | 1 | 1 | 48 | 5  | +43 | 25   | плеј-оф           |        | 0 : 0  | —     | 6 : 1 | 1 : 0 | 4 : 0 | 15 : 0 |
| 3   | Чешка     | 10 | 4 | 2 | 4 | 21 | 18 | +3  | 14   |                   |        | 0 : 1  | 0 : 4 | —     | 0 : 0 | 6 : 0 | 5 : 2  |
| 4   | Румунија  | 10 | 3 | 2 | 5 | 18 | 11 | +7  | 11   |                   | 0 : 2  | 1 : 2  | 0 : 0 | —     | 0 : 3 | 6 : 1 |        |
| 5   | Естонија  | 10 | 2 | 1 | 7 | 8  | 33 | −25 | 7    |                   | 0 : 5  | 1 : 5  | 1 : 4 | 0 : 2 | —     | 1 : 1 |        |
| 6   | Macedonia | 10 | 0 | 1 | 9 | 6  | 74 | −68 | 1    |                   | 0 : 10 | 0 : 11 | 1 : 3 | 1 : 9 | 0 : 2 | —     |        |

1. ↑  Естонија је победила резултатом 3 : 0. Утакмица је првобитно завршена резултатом 2 : 0 за Румунију.

## Група 3
| Pos | Тим        | О  | П | Н | И  | ГД | ГП | ГР  | Бод. | Qualification     |       | SUI   | ISL   | DEN   | ISR   | SRB   | MLT    |
| --- | ---------- | -- | - | - | -- | -- | -- | --- | ---- | ----------------- | ----- | ----- | ----- | ----- | ----- | ----- | ------ |
| 1   | Швајцарска | 10 | 9 | 1 | 0  | 53 | 1  | +52 | 28   | Светско првенство |       | —     | 3 : 0 | 1 : 1 | 9 : 0 | 9 : 0 | 11 : 0 |
| 2   | Исланд     | 10 | 6 | 1 | 3  | 29 | 9  | +20 | 19   |                   |       | 0 : 2 | —     | 0 : 1 | 3 : 0 | 9 : 1 | 5 : 0  |
| 3   | Данска     | 10 | 5 | 3 | 2  | 25 | 6  | +19 | 18   |                   | 0 : 1 | 1 : 1 | —     | 0 : 1 | 3 : 1 | 8 : 0 |        |
| 4   | Израел     | 10 | 4 | 0 | 6  | 9  | 27 | −18 | 12   |                   | 0 : 5 | 0 : 1 | 0 : 5 | —     | 3 : 1 | 2 : 0 |        |
| 5   | Србија     | 10 | 3 | 1 | 6  | 16 | 34 | −18 | 10   |                   | 0 : 7 | 1 : 2 | 1 : 1 | 3 : 0 | —     | 5 : 0 |        |
| 6   | Малта      | 10 | 0 | 0 | 10 | 0  | 55 | −55 | 0    |                   | 0 : 5 | 0 : 8 | 0 : 5 | 0 : 3 | 0 : 3 | —     |        |

1. ↑  Израел је победио резултатом 3 : 0. Утакмица се првобитно завршила резултатом 2 : 0 за Израел.

## Група 4
| Pos | Тим                 | О  | П  | Н | И | ГД | ГП | ГР  | Бод. | Qualification     |       | SWE   | SCO   | POL   | BIH   | NIR   | FRO   |
| --- | ------------------- | -- | -- | - | - | -- | -- | --- | ---- | ----------------- | ----- | ----- | ----- | ----- | ----- | ----- | ----- |
| 1   | Шведска             | 10 | 10 | 0 | 0 | 32 | 1  | +31 | 30   | Светско првенство |       | —     | 2 : 0 | 2 : 0 | 3 : 0 | 3 : 0 | 5 : 0 |
| 2   | Шкотска             | 10 | 8  | 0 | 2 | 37 | 8  | +29 | 24   | плеј-оф           |       | 1 : 3 | —     | 2 : 0 | 7 : 0 | 2 : 0 | 9 : 0 |
| 3   | Пољска              | 10 | 5  | 1 | 4 | 20 | 14 | +6  | 16   |                   |       | 0 : 4 | 0 : 4 | —     | 3 : 1 | 4 : 0 | 6 : 0 |
| 4   | Босна и Херцеговина | 10 | 2  | 3 | 5 | 7  | 19 | −12 | 9    |                   | 0 : 1 | 1 : 3 | 1 : 1 | —     | 1 : 0 | 2 : 0 |       |
| 5   | Северна Ирска       | 10 | 1  | 2 | 7 | 3  | 19 | −16 | 5    |                   | 0 : 4 | 0 : 2 | 0 : 3 | 0 : 0 | —     | 3 : 0 |       |
| 6   | Фарска Острва       | 10 | 0  | 2 | 8 | 3  | 41 | −38 | 2    |                   | 0 : 5 | 2 : 7 | 0 : 3 | 1 : 1 | 0 : 0 | —     |       |

## Група 5
| Pos | Тим         | О  | П | Н | И | ГД | ГП | ГР  | Бод. | Qualification     |        | NOR   | NED   | BEL   | POR   | GRE    | ALB    |
| --- | ----------- | -- | - | - | - | -- | -- | --- | ---- | ----------------- | ------ | ----- | ----- | ----- | ----- | ------ | ------ |
| 1   | Норвешка    | 10 | 9 | 0 | 1 | 41 | 5  | +36 | 27   | Светско првенство |        | —     | 0 : 2 | 4 : 1 | 2 : 0 | 6 : 0  | 7 : 0  |
| 2   | Холандија   | 10 | 8 | 1 | 1 | 43 | 6  | +37 | 25   | плеј-оф           |        | 1 : 2 | —     | 1 : 1 | 3 : 2 | 7 : 0  | 10 : 1 |
| 3   | Белгија     | 10 | 6 | 1 | 3 | 34 | 11 | +23 | 19   |                   |        | 1 : 2 | 0 : 2 | —     | 4 : 1 | 11 : 0 | 2 : 0  |
| 4   | Португалија | 10 | 4 | 0 | 6 | 19 | 21 | −2  | 12   |                   | 0 : 2  | 0 : 7 | 0 : 1 | —     | 1 : 0 | 7 : 1  |        |
| 5   | Грчка       | 10 | 1 | 0 | 9 | 6  | 49 | −43 | 3    |                   | 0 : 5  | 0 : 6 | 1 : 7 | 1 : 5 | —     | 4 : 0  |        |
| 6   | Албанија    | 10 | 1 | 0 | 9 | 3  | 54 | −51 | 3    |                   | 0 : 11 | 0 : 4 | 0 : 6 | 0 : 3 | 1 : 0 | —      |        |

1. 1 2  Грчка је постигла више међусобних голова голова од Албаније

## Група 6
| Pos | Тим        | О  | П  | Н | И  | ГД | ГП | ГР  | Бод. | Qualification     |        | ENG   | UKR   | WAL   | TUR   | BLR   | MNE   |
| --- | ---------- | -- | -- | - | -- | -- | -- | --- | ---- | ----------------- | ------ | ----- | ----- | ----- | ----- | ----- | ----- |
| 1   | Енглеска   | 10 | 10 | 0 | 0  | 52 | 1  | +51 | 30   | Светско првенство |        | —     | 4 : 0 | 2 : 0 | 8 : 0 | 6 : 0 | 9 : 0 |
| 2   | Украјина   | 10 | 7  | 1 | 2  | 34 | 9  | +25 | 22   | плеј-оф           |        | 1 : 2 | —     | 1 : 0 | 8 : 0 | 8 : 0 | 7 : 0 |
| 3   | Велс       | 10 | 6  | 1 | 3  | 18 | 9  | +9  | 19   |                   |        | 0 : 4 | 1 : 1 | —     | 1 : 0 | 1 : 0 | 4 : 0 |
| 4   | Турска     | 10 | 4  | 0 | 6  | 12 | 31 | −19 | 12   |                   | 0 : 4  | 0 : 1 | 1 : 5 | —     | 3 : 0 | 3 : 1 |       |
| 5   | Белорусија | 10 | 2  | 0 | 8  | 12 | 31 | −19 | 6    |                   | 0 : 3  | 1 : 3 | 0 : 3 | 1 : 2 | —     | 3 : 1 |       |
| 6   | Црна Гора  | 10 | 0  | 0 | 10 | 6  | 53 | −47 | 0    |                   | 0 : 10 | 1 : 4 | 0 : 3 | 2 : 3 | 1 : 7 | —     |       |

## Група 7
| Pos | Тим       | О  | П  | Н | И | ГД | ГП | ГР  | Бод. | Qualification     |        | FRA   | AUT   | FIN   | HUN   | KAZ   | BUL    |
| --- | --------- | -- | -- | - | - | -- | -- | --- | ---- | ----------------- | ------ | ----- | ----- | ----- | ----- | ----- | ------ |
| 1   | Француска | 10 | 10 | 0 | 0 | 54 | 3  | +51 | 30   | Светско првенство |        | —     | 3 : 1 | 3 : 1 | 4 : 0 | 7 : 0 | 14 : 0 |
| 2   | Аустрија  | 10 | 7  | 0 | 3 | 31 | 14 | +17 | 21   |                   |        | 1 : 3 | —     | 3 : 1 | 4 : 3 | 5 : 1 | 4 : 0  |
| 3   | Финска    | 10 | 7  | 0 | 3 | 27 | 9  | +18 | 21   |                   | 0 : 2  | 2 : 1 | —     | 4 : 0 | 1 : 0 | 4 : 0 |        |
| 4   | Мађарска  | 10 | 4  | 0 | 6 | 20 | 25 | −5  | 12   |                   | 0 : 4  | 0 : 3 | 0 : 4 | —     | 4 : 1 | 4 : 0 |        |
| 5   | Казахстан | 10 | 1  | 1 | 8 | 8  | 30 | −22 | 4    |                   | 0 : 4  | 0 : 3 | 0 : 2 | 1 : 2 | —     | 4 : 1 |        |
| 6   | Бугарска  | 10 | 0  | 1 | 9 | 3  | 62 | −59 | 1    |                   | 0 : 10 | 1 : 6 | 0 : 8 | 0 : 7 | 1 : 1 | —     |        |

1. 1 2  Аустрија је постигла више голова у међусобном односу од Финске

На Светско првенство су се квалификовале Немачка, Шпанија, Швајцарска, Шведска, Норвешка, Енглеска и Француска. У плеј-оф су се пласирале Италија, Шкотска, Холандија и Украјина.

### Полуфинале плеј-офа
| Тим #1  | рез.  | Тим #2    | прва утакмица | друга утакмица |
| ------- | ----- | --------- | ------------- | -------------- |
| Шкотска | 1 : 4 | Холандија | 1 : 2         | 0 : 2          |
| Италија | 4 : 3 | Украјина  | 2 : 1         | 2 : 2          |

### Финале плеј-офа
| Тим #1    | рез.  | Тим #2  | прва утакмица | друга утакмица |
| --------- | ----- | ------- | ------------- | -------------- |
| Холандија | 3 : 2 | Италија | 1 : 1         | 2 : 1          |

Холандија се пласирала на Светско првенство.

## Конмебол–Конкакаф плеј-оф
У плеј-офу су се такмичили Тринидад и Тобаго, четвртопласирани тим Конкакафа, и Еквадор, трећепласирани тим Конмебола. Извлачење редоследа етапа одржано је у Цирих 22. јула 2014. Еквадор је био домаћин прве утакмице 8. новембра 2014, а Тринидад и Тобаго реванш 2. децембра 2014.
| Тим #1  | рез.  | Тим #2            | прва утакмица | друга утакмица |
| ------- | ----- | ----------------- | ------------- | -------------- |
| Еквадор | 1 : 0 | Тринидад и Тобаго | 0 : 0         | 1 : 0          |

Еквадор се пласирао на Светско првенство.